# Parc d'État de George T. Bagby
Le parc d'État de George T. Bagby est un parc d'État de Géorgie (États-Unis) situé à proximité de Fort Gaines, sur la rive du lac Walter F. George. Le parc propose un pavillon de 60 chambres, un centre de conférence, un restaurant, des cottages et comprend le parcours de golf 18 trous Meadow Links, ainsi qu'un port de plaisance et une cale. Il y a un sentier de découverte de la nature (4,8 km), ainsi que la pêche et la navigation de plaisance sur le lac Walter F. George.
En 2013, le parc d'État de George T. Bagby a été privatisé et sa gestion confiée à Coral Hospitality, une société de gestion d'hôtels et de centres de villégiature établie en Floride. Son nom officiel a été changé pour George T. Bagby State Park & Lodge.

## Installations[3]
- 700 acres (280 ha)
- Centre de conférence au pavillon de 60 chambres
- Restaurant et quai de courtoisie
- 5 chalets
- Parcours de golf Meadow Links de 18 trous et Pro Shop
- Terrain de tennis
- Lac et plage pour la baignade, 48 000 acres (190 km2)